# Bro (IDS)
Pour les articles homonymes, voir Bro.
Bro (renommé Zeek depuis 2018), est un logiciel libre de détection d'intrusion orientée réseau (NIDS).

## Caractéristiques
Bro est conçu et maintenu par des centres de recherches.
Ce logiciel est programmé de façon totalement différente de Snort, il s'appuie sur les mêmes bases théoriques (filtrage par motif, formatage aux normes RFC, etc.), mais il intègre un atout majeur : l'analyse de flux réseau. Cette analyse permet de concevoir une cartographie du réseau et d'en générer un modèle. Ce modèle est comparé en temps réel au flux de données et toute déviance lève une alerte.
Le principal problème du logiciel par rapport à Snort est son caractère universitaire. En effet, il n'existe aucun plug-in ni interface graphique pour paramétrer l'outil. Le système étant produit par des chercheurs, les mises à jour et les communautés d'utilisateurs sont elles aussi parfois insuffisantes.
Le gros avantage du logiciel est son analyse réseau en temps réel qui permet de garantir encore mieux la pérennité du réseau.